# 王晓峰 (1960年)
王晓峰（1960年—），江西铅山人，汉族，中华人民共和国政治人物，江西省旅游局局长，中国共产党党员，第十一届全国人民代表大会江西地区代表。

## 生平
毕业于中央党校函授学院经济管理专业。2008年起担任全国人大代表。2015年6月任国家旅游局副局长、党组成员。2018年3月，任新组建的文化和旅游部党组成员。